# Йокоте

39°18′40.50″ пн. ш. 140°33′11.13″ сх. д. / 39.3112500° пн. ш. 140.5530917° сх. д.
Йокоте́ (яп. 横手市, よこてし, МФА: [jokote ɕi̥]) — місто в Японії, в префектурі Акіта.

## Короткі відомості
Розташоване в південно-східній частині префектури, на сході западини Йокоте. Виникло на основі сільських поселень раннього нового часу. Отримало статус міста 1 квітня 1951 року. Основою економіки є сільське господарство, текстильна промисловість, туризм. Традиційне ремесло — виготовлення смугастих і фарбованих тканин. На Новий рік в місті проводять вогняні святкування на честь божеств Камакури і Бонтена. Станом на 1 жовтня 2007 площа міста становила 693,60 км². Станом на 1 липня 2008 населення міста становило 100 522 осіб.

## Міста-побратими
- Ацуґі, Японія (1985)
- Нака, Японія (2004)